# اسمایلی (فیلم ۲۰۱۲)
اسمایلی (انگلیسی: Smiley) یک فیلم اسلشر آمریکایی در سال ۲۰۱۲ به کارگردانی مایکل گالاگر و ساخت لول تن فیلمز است. در فیلم بازیگرانی از جمله کیتلین جرالد، ملانی پاپالیا، کیث دیوید، شین داوسون و لایزا ویل به ایفای نقش می‌پردازند. این فیلم در ۲۲ اکتبر ۲۰۱۲ پخش شد.